# Statistiche della Serie B
Questa pagina raccoglie statistiche e record significativi riguardanti il campionato di calcio italiano di Serie B.

## Evoluzione del campionato di Serie B
Al campionato di Serie B hanno preso parte:
- 18 squadre dal 1929-30 al 1932-33.
- 26 squadre su 2 gironi (Girone Ovest e Girone Est: 13 squadre) nel 1933-34.
- 32 squadre su 2 gironi (Girone Ovest e Girone Est: 16 squadre) nel 1934-35.
- 18 squadre nel 1935-36.
- 16 squadre nel 1936-37.
- 17 squadre nel 1937-38.
- 18 squadre dal 1938-39 al 1942-43.
- 60 squadre su 3 gironi (Girone A: 22 squadre; Girone B: 21 squadre; Girone C: 17 squadre) nel 1946-47.
- 54 squadre su 3 gironi (Girone A, Girone B e Girone C: 18 squadre) nel 1947-48.
- 22 squadre dal 1948-49 al 1949-50.
- 21 squadre nel 1950-51.
- 20 squadre nel 1951-52.
- 18 squadre dal 1952-53 al 1957-58.
- 20 squadre dal 1958-59 al 1966-67.
- 21 squadre nel 1967-68.
- 20 squadre dal 1968-69 al 2002-03.
- 24 squadre nel 2003-04.
- 22 squadre dal 2004-05 al 2017-18.
- 19 squadre nel 2018-19.
- 20 squadre dal 2019-20.

### Campionati disputati
Sono stati disputati 94 campionati:
- 52 volte con 20 squadre (l'ultima nel 2025-26).
- 16 volte con 18 squadre (l'ultima nel 1957-58).
- 16 volte con 22 squadre (l'ultima nel 2017-18).
- 2 volte con 21 squadre (l'ultima nel 1967-68).
- 1 volta: con 16 squadre (nel 1936-37); con 17 squadre (nel 1937-38); con 19 squadre (nel 2018-19); con 24 squadre (nel 2003-04).
- a gironi: con 26 squadre (su 2 gironi) (nel 1933-34); con 32 squadre (su 2 gironi) (nel 1934-35); con 54 squadre (su 3 gironi) (nel 1947-48); con 60 squadre (su 3 gironi) (nel 1946-47).

## Squadre partecipanti
Sono 144 le squadre ad aver preso parte ai 94 campionati di Serie B che sono stati disputati a partire dal 1929-30 fino alla stagione 2025-26 (della quale si riportano in grassetto le squadre militanti). Differentemente dalla Serie A, non tutti i campionati di Serie B sono stati disputati a girone unico. Il Taranto ha il record di partecipazioni in Serie B tra le squadre che non hanno mai partecipato alla Serie A.
- 66 volte:  Brescia
- 53 volte:  Modena,  Verona
- 50 volte:  Bari
- 48 volte:  Palermo
- 41 volte:  Monza
- 40 volte:  Pescara,  Venezia
- 39 volte:  Padova
- 38 volte:  Pisa
- 37 volte:  Como,  Reggiana,  Vicenza
- 34 volte:  Catania,  Cesena,  Genoa,  Novara
- 33 volte:  Cremonese
- 32 volte:  Messina
- 31 volte:  Catanzaro,  Salernitana,  Taranto
- 30 volte:  Cagliari,  Parma,  Spezia,  Ternana
- 29 volte:  Lecce,  Perugia
- 28 volte:  Atalanta
- 27 volte:  Ascoli,  Livorno
- 26 volte:  Cosenza
- 25 volte:  Foggia,  Reggina
- 24 volte:  SPAL
- 23 volte:  Empoli
- 22 volte:  Triestina
- 21 volte:  Alessandria,  Ancona,  Sambenedettese,  Varese
- 20 volte:  Avellino
- 19 volte:  Lucchese,  Pistoiese
- 18 volte:  Cittadella,  Piacenza,  Udinese
- 16 volte:  Arezzo,  Mantova,  Treviso
- 15 volte:  Crotone
- 14 volte:  Legnano,  Frosinone,  Sampdoria
- 13 volte:  Pro Patria,  Pro Vercelli,  Siena
- 12 volte:  Bologna,  Fanfulla,  Lecco,  Napoli,  Torino
- 11 volte:  Lazio,  Vigevano
- 10 volte:  Chievo,  Marzotto Valdagno,  Prato
- 9 volte:  AlbinoLeffe,  Rimini
- 7 volte:  Juve Stabia,  Ravenna,  Siracusa,  Virtus Entella
- 6 volte:  Brindisi,  Fidelis Andria,  Grosseto,  Sassuolo,  Seregno,  Viareggio
- 5 volte:  Benevento,  Campobasso,  Carpi,  Fiorentina,  Potenza,  Savona,  Trapani
- 4 volte:  Barletta,  Carrarese,  Casale,  Latina,  Monfalcone,  Pavia,  Pro Sesto,  Südtirol,  Virtus Lanciano
- 3 volte:  Cavese,  Derthona,  Grion Pola,  L’Aquila,  Nocerina,  Piombino,  Pordenone,  Sampierdarenese,  Sanremese,  Savoia
- 2 volte:  Acireale,  Biellese,  Casertana,  Castel di Sangro,  Crema,  La Dominante,   Fiumana,  Gallaratese,  Gubbio,  Licata,  Milan,  Pro Gorizia,  Rieti,  Scafatese,  Suzzara,  Trani,  Vogherese
- 1 volta:  Albatrastevere,  Alzano Virescit,  Arsenale Taranto,  Bolzano,  Centese,  Feralpisalò,  Fermana,  Forlì,  Gallipoli,  Juventus,  Maceratese,  Magenta,  Massese,  MATER,  Matera,  Mestre,  Molinella,  Ponte San Pietro,  Portogruaro,  Roma,  Sestrese,  Sorrento

Tuttavia, va fatto notare che le squadre raccolte nell'elenco seguente disputarono unicamente i campionati di Serie B allargati e non a girone unico dell'immediato secondo dopoguerra, allorché il torneo fu provvisoriamente ampliato con le migliori società di Serie C:
- Crema, Gallaratese, Pro Gorizia, Rieti, Scafatese, Suzzara e Vogherese, tutte per due volte;
- Albatrastevere, Arsenale Taranto, Bolzano, Centese, Forlì, Magenta, Mestrina, Sestrese e Vita Nova, tutte per una volta.

### Esordio in Serie B
- 1929-30:  Atalanta,  Bari,  Biellese,  Casale,  Fiorentina,  Fiumana,  La Dominante,  Lecce,  Legnano,  Monfalcone,  Novara,  Parma,  Pistoiese,  Prato,  Reggiana,  Spezia,  Venezia,  Verona
- 1930-31:  Cremonese,  Derthona,  Lucchese,  Padova,  Palermo,  Udinese
- 1931-32:  Cagliari,  Como,  Livorno,  Vigevano
- 1932-33:  Brescia,  Grion Pola,  Messina,  Modena,  Sampierdarenese
- 1933-34:  Catanzaro,  Foggia,  Pavia,  Perugia,  Pro Patria,  Seregno,  SPAL,  Viareggio,  Vicenza
- 1934-35:  Catania,  Genoa,  L’Aquila,  Pisa
- 1935-36:  Pro Vercelli,  Siena,  Taranto
- 1937-38:  Alessandria,  Ancona,  Sanremese
- 1938-39:  Fanfulla,  Salernitana
- 1939-40:  Molinella
- 1940-41:  Macerata,  Savona
- 1941-42:  Pescara
- 1942-43:  MATER,  Napoli
- 1946-47 :  Albatrastevere,  Arsenale Taranto,  Brindisi,  Carrarese,  Cesena,  Cosenza,  Crema,  Empoli,  Forlì,  Gallaratese,  Lecco,  Mantova,  Mestrina,  Piacenza,  Pro Gorizia,  Pro Sesto,  Rieti,  Savoia,  Scafatese,  Sestrese,  Siracusa,  Suzzara,  Ternana,  Treviso,  Varese,  Vogherese
- 1947-48:  Bolzano,  Centese,  Gubbio,  Magenta,  Nocerina,  Vita Nova
- 1951-52:  Juve Stabia,  Marzotto Valdagno,  Monza,  Piombino,  Roma
- 1956-57:  Sambenedettese
- 1957-58:  Triestina
- 1959-60:  Torino
- 1961-62:  Lazio
- 1963-64:  Potenza
- 1964-65:  Trani
- 1965-66:  Reggina
- 1966-67:  Arezzo,  Sampdoria
- 1970-71:  Casertana,  Massese
- 1971-72:  Sorrento
- 1972-73:  Ascoli
- 1973-74:  Avellino
- 1976-77:  Rimini
- 1979-80:  Matera
- 1980-81:  Milan
- 1981-82:  Cavese
- 1982-83:  Bologna,  Campobasso
- 1987-88:  Barletta
- 1988-89:  Licata
- 1992-93:  Fidelis Andria
- 1993-94:  Acireale,  Ravenna
- 1994-95:  Chievo
- 1996-97:  Castel di Sangro
- 1999-00:  Alzano Virescit,  Fermana
- 2000-01:  Cittadella,  Crotone
- 2003-04:  AlbinoLeffe
- 2006-07:  Frosinone,  Juventus
- 2007-08:  Grosseto
- 2008-09:  Sassuolo
- 2009-10:  Gallipoli
- 2010-11:  Portogruaro
- 2012-13:  Virtus Lanciano
- 2013-14:  Carpi,  Latina,  Trapani
- 2014-15:  Virtus Entella
- 2016-17:  Benevento
- 2019-20:  Pordenone
- 2022-23:  Südtirol
- 2023-24:  Feralpisalò

### Assente ininterrottamente dalla Serie B dal...
- 1930-31:  La Dominante
- 1932-33:  Monfalcone
- 1934-35:  Derthona
- 1936-37:  L’Aquila
- 1939-40:  Molinella,  Sanremese
- 1940-41:  Macerata,  Sampierdarenese
- 1946-47:  Biellese,  Casale,  Forlì,  Mestrina,  Sestrese
- 1947-48:  Bolzano,  Crema,  Centese,  Gallaratese,  Magenta,  Pro Gorizia,  Rieti,  Scafatese,  Suzzara,  Viareggio,  Vita Nova,  Vogherese
- 1949-50:  Pro Sesto
- 1950-51:  Seregno
- 1951-52:  Roma
- 1952-53:  Siracusa
- 1953-54:  Fanfulla,  Piombino
- 1954-55:  Pavia
- 1956-57:  Legnano
- 1958-59:  Vigevano
- 1960-61:  Marzotto Valdagno
- 1963-64:  Prato
- 1965-66:  Pro Patria,  Trani
- 1966-67:  Savona
- 1967-68:  Potenza
- 1970-71:  Massese
- 1971-72:  Sorrento
- 1975-76:  Brindisi
- 1979-80:  Matera
- 1982-83:  Milan
- 1983-84:  Cavese
- 1986-87:  Campobasso
- 1987-88:  Lazio
- 1988-89:  Sambenedettese
- 1989-90:  Licata
- 1990-91:  Barletta
- 1991-92:  Casertana
- 1992-93:  Taranto
- 1994-95:  Acireale,  Udinese
- 1997-98:  Castel di Sangro
- 1998-99:  Fidelis Andria,  Lucchese
- 1999-00:  Alzano Virescit,  Fermana,  Savoia
- 2001-02:  Pistoiese
- 2003-04:  Fiorentina
- 2006-07:  Arezzo,  Juventus,  Napoli
- 2007-08:  Messina,  Ravenna
- 2008-09:  Rimini,  Treviso
- 2009-10:  Ancona,  Gallipoli
- 2010-11:  Atalanta,  Piacenza,  Portogruaro,  Triestina
- 2011-12:  AlbinoLeffe,  Gubbio,  Nocerina,   Torino
- 2012-13:  Grosseto
- 2013-14:  Siena
- 2014-15:  Bologna,  Catania,  Varese
- 2015-16:  Virtus Lanciano
- 2016-17:  Latina
- 2017-18:  Novara,  Pro Vercelli
- 2018-19:  Carpi,  Foggia,  Verona
- 2019-20:  Livorno,  Trapani
- 2020-21:  Chievo
- 2021-22:  Alessandria,  Crotone,  Lecce,  Pordenone,  Vicenza
- 2022-23:  Benevento,  Cagliari,  Genoa,  Perugia,   Reggina,  SPAL
- 2023-24:  Ascoli,  Como,  Feralpisalò,  Lecco,  Parma,  Ternana
- 2024-25:  Brescia,  Cittadella,  Cosenza,  Cremonese,  Pisa,  Salernitana,  Sassuolo

### Presente ininterrottamente in Serie B dal...
- 2022-23:  Bari,  Modena,  Palermo,  Südtirol
- 2023-24:  Catanzaro,  Reggiana,  Sampdoria,  Spezia
- 2024-25:  Carrarese,  Cesena,   Frosinone,  Juve Stabia,  Mantova
- 2025-26:  Avellino,  Empoli,  Pescara,  Monza,  Padova,  Venezia,   Virtus Entella

### Livello attuale delle squadre partecipanti
| Squadra           | Nel 2025-2026     |
| ----------------- | ----------------- |
| Atalanta          | Serie A           |
| Bologna           | Serie A           |
| Cagliari          | Serie A           |
| Como              | Serie A           |
| Cremonese         | Serie A           |
| Fiorentina        | Serie A           |
| Genoa             | Serie A           |
| Juventus          | Serie A           |
| Lazio             | Serie A           |
| Lecce             | Serie A           |
| Milan             | Serie A           |
| Napoli            | Serie A           |
| Parma             | Serie A           |
| Pisa              | Serie A           |
| Roma              | Serie A           |
| Sassuolo          | Serie A           |
| Torino            | Serie A           |
| Udinese           | Serie A           |
| Verona            | Serie A           |
| Avellino          | Serie B           |
| Bari              | Serie B           |
| Carrarese         | Serie B           |
| Catanzaro         | Serie B           |
| Cesena            | Serie B           |
| Empoli            | Serie B           |
| Frosinone         | Serie B           |
| Juve Stabia       | Serie B           |
| Mantova           | Serie B           |
| Modena            | Serie B           |
| Monza             | Serie B           |
| Padova            | Serie B           |
| Palermo           | Serie B           |
| Pescara           | Serie B           |
| Reggiana          | Serie B           |
| Sampdoria         | Serie B           |
| Spezia            | Serie B           |
| Südtirol          | Serie B           |
| Venezia           | Serie B           |
| Virtus Entella    | Serie B           |
| AlbinoLeffe       | Serie C           |
| Arezzo            | Serie C           |
| Ascoli            | Serie C           |
| Benevento         | Serie C           |
| Campobasso        | Serie C           |
| Carpi             | Serie C           |
| Catania           | Serie C           |
| Cavese            | Serie C           |
| Casertana         | Serie C           |
| Cittadella        | Serie C           |
| Cosenza           | Serie C           |
| Crotone           | Serie C           |
| Foggia            | Serie C           |
| Forlì             | Serie C           |
| Gubbio            | Serie C           |
| Latina            | Serie C           |
| Lecco             | Serie C           |
| Livorno           | Serie C           |
| Novara            | Serie C           |
| Perugia           | Serie C           |
| Potenza           | Serie C           |
| Pro Patria        | Serie C           |
| Pro Vercelli      | Serie C           |
| Ravenna           | Serie C           |
| Rimini            | Serie C           |
| Salernitana       | Serie C           |
| Sambenedettese    | Serie C           |
| Siracusa          | Serie C           |
| Sorrento          | Serie C           |
| Ternana           | Serie C           |
| Trapani           | Serie C           |
| Triestina         | Serie C           |
| Vicenza           | Serie C           |
| Acireale          | Serie D           |
| Ancona            | Serie D           |
| Barletta          | Serie D           |
| Biellese          | Serie D           |
| Chievo            | Serie D           |
| Crema             | Serie D           |
| Derthona          | Serie D           |
| Fidelis Andria    | Serie D           |
| Grosseto          | Serie D           |
| L’Aquila          | Serie D           |
| Maceratese        | Serie D           |
| Messina           | Serie D           |
| Mestre            | Serie D           |
| Nocerina          | Serie D           |
| Pavia             | Serie D           |
| Piacenza          | Serie D           |
| Pistoiese         | Serie D           |
| Portogruaro       | Serie D           |
| Prato             | Serie D           |
| Pro Sesto         | Serie D           |
| Reggina           | Serie D           |
| Sanremese         | Serie D           |
| Scafatese         | Serie D           |
| Siena             | Serie D           |
| Treviso           | Serie D           |
| Varese            | Serie D           |
| Vogherese         | Serie D           |
| Alessandria       | Eccellenza        |
| Brindisi          | Eccellenza        |
| Castel di Sangro  | Eccellenza        |
| Fanfulla          | Eccellenza        |
| Fermana           | Eccellenza        |
| Gallipoli         | Eccellenza        |
| Legnano           | Eccellenza        |
| Licata            | Eccellenza        |
| Lucchese          | Eccellenza        |
| Magenta           | Eccellenza        |
| Massese           | Eccellenza        |
| Monfalcone        | Eccellenza        |
| Ponte San Pietro  | Eccellenza        |
| Pordenone         | Eccellenza        |
| Pro Gorizia       | Eccellenza        |
| Rieti             | Eccellenza        |
| Savoia            | Eccellenza        |
| Seregno           | Eccellenza        |
| SPAL              | Eccellenza        |
| Taranto           | Eccellenza        |
| Viareggio         | Eccellenza        |
| Vigevano          | Eccellenza        |
| Casale            | Promozione        |
| Centese           | Promozione        |
| Gallaratese       | Promozione        |
| Piombino          | Promozione        |
| Savona            | Promozione        |
| Sestrese          | Promozione        |
| Trani             | Promozione        |
| Marzotto Valdagno | Prima Categoria   |
| Molinella         | Prima Categoria   |
| Suzzara           | Prima Categoria   |
| Albatrastevere    | Non più esistente |
| Alzano Virescit   | Non più esistente |
| Arsenale Taranto  | Non più esistente |
| Bolzano           | Non più esistente |
| Brescia           | Non più esistente |
| La Dominante      | Non più esistente |
| Feralpisalò       | Non più esistente |
| Fiumana           | Non più esistente |
| Grion Pola        | Non più esistente |
| MATER             | Non più esistente |
| Matera            | Non più esistente |
| Sampierdarenese   | Non più esistente |
| Virtus Lanciano   | Non più esistente |

### Partecipazioni per regione
Aggiornato alla stagione 2024-2025.
| Regione                    | N. | Squadre | Partecipazioni totali |
| -------------------------- | -- | --- | --------------------- |
| Lombardia                  | 25 | AlbinoLeffe, Alzano Virescit, Atalanta, Brescia, Como, Crema, Cremonese, Fanfulla, Feralpisalò, Gallaratese, Lecco, Legnano, Magenta, Mantova, Milan, Monza, Pavia, Pro Patria, Pro Sesto, Seregno, Suzzara, Varese, Vigevano, Vita Nova, Vogherese | 329                   |
| Emilia-Romagna             | 14 | Bologna, Carpi, Centese, Cesena, Forlì, Modena, Molinella, Parma, Piacenza, Ravenna, Reggiana, Rimini, Sassuolo, SPAL | 226                   |
| Toscana                    | 14 | Arezzo, Carrarese, Empoli, Fiorentina, Grosseto, Livorno, Lucchese, Massese, Piombino, Pisa, Pistoiese, Prato, Siena, Viareggio | 184                   |
| Campania                   | 11 | Avellino, Benevento, Casertana, Cavese, Juve Stabia, Napoli, Nocerina, Salernitana, Savoia, Scafatese, Sorrento | 84                    |
| Veneto                     | 10 | Cittadella, Chievo, Marzotto Valdagno, Mestrina, Padova, Portogruaro, Treviso, Venezia, Verona, Vicenza | 218                   |
| Puglia                     | 10 | Arsenale Taranto, Bari, Barletta, Brindisi, Fidelis Andria, Foggia, Gallipoli, Lecce, Taranto, Trani | 151                   |
| Liguria                    | 9  | Genoa, La Dominante, Sampdoria, Sampierdarenese, Sanremese, Savona, Sestrese, Spezia, Virtus Entella | 91                    |
| Piemonte                   | 8  | Alessandria, Biellese, Casale, Derthona, Juventus, Novara, Pro Vercelli, Torino | 90                    |
| Sicilia                    | 7  | Acireale, Catania, Licata, Messina, Palermo, Siracusa, Trapani | 126                   |
| Lazio                      | 7  | Albatrastevere, Frosinone, Latina, Lazio, MATER, Rieti, Roma | 31                    |
| Marche                     | 5  | Ancona, Ascoli, Fermana, Macerata, Sambenedettese | 69                    |
| Friuli-Venezia Giulia      | 5  | Monfalcone, Pordenone, Pro Gorizia, Triestina, Udinese | 49                    |
| Calabria                   | 4  | Catanzaro, Cosenza, Crotone, Reggina | 90                    |
| Abruzzo                    | 4  | Castel di Sangro, L’Aquila, Pescara, Virtus Lanciano | 48                    |
| Umbria                     | 3  | Gubbio, Perugia, Ternana | 58                    |
| Basilicata                 | 2  | Matera, Potenza | 6                     |
| Trentino-Alto Adige        | 2  | Bolzano, Südtirol | 4                     |
| Istria (Non più in Italia) | 2  | Fiumana, Grion Pola | 5                     |
| Sardegna                   | 1  | Cagliari | 29                    |
| Molise                     | 1  | Campobasso | 5                     |
| Valle d'Aosta              | 0  | |                       |

Fino all'edizione 2001-02 l'Emilia-Romagna e la Lombardia sono state le uniche due regioni ad aver avuto almeno una squadra partecipante in tutte le 70 edizioni della Serie B fino ad allora disputate, primato perso da entrambe nella stagione successiva.

Mentre per la Lombardia si trattò solo di una parentesi (presente in 92 edizioni sulle 93 fino ad oggi disputate), l'assenza si è invece ripetuta per l'Emilia-Romagna (rappresentata in 91 edizioni su 93) nella stagione 2019-20.
Fra le altre 7 regioni esordienti alla prima (1929-30) delle 93 edizioni della Serie B fin qui disputate, la Toscana non ha avuto nessuna squadra rappresentata nella serie cadetta solamente in 5 stagioni (1954-55, 1956-57, 1959-60, 1975-76 e 1976-77).

## Albo d'oro
Sono 52 le squadre ad essersi aggiudicate almeno uno dei 93 Campionati di Serie B che sono stati disputati a partire dal 1929-30 fino alla stagione 2024-25.
- 6 volte:  Genoa
- 5 volte:  Atalanta,  Palermo
- 4 volte:  Brescia
- 3 volte:  Como,  Empoli,  Fiorentina,  Torino,  Varese,  Verona,  Vicenza
- 2 volte:  Ascoli,  Bari,  Bologna,  Lecce,  Livorno,  Lucchese,  Milan,  Modena,  Novara[1],  Pescara,  Pisa,  Salernitana,  Sassuolo,  Sampierdarenese,  SPAL,  Udinese[2],  Venezia
- 1 volta:  Benevento,  Cagliari,  Carpi,  Casale,  Catania,  Chievo,  Foggia,  Frosinone,  Juventus,  Lazio,  Mantova,  Messina,  Napoli,  Padova,  Parma,  Perugia,  Piacenza,  Pro Patria,  Reggiana,  Roma,  Sampdoria,  Siena,  Ternana,  Triestina

Il Derthona si è aggiudicato due edizioni della Seconda Divisione a due anni di distanza nelle stagioni 1921-22 e 1923-24, venendo emulato poi dal Milan (1980-81 e 1982-83) dopo l'introduzione del girone unico. La Biellese vinse il titolo di campione italiano di Seconda Divisione nel 1922-23, ma non venne promossa in Massima Serie per riforma dei campionati. L'Alessandria si classificò al 1º posto della Serie B-C Alta Italia 1945-1946. La Juventus, il Milan e la Roma sono le uniche squadre ad aver vinto tutte le edizioni del campionato cui hanno partecipato.

### Ultima volta 1º posto
- Sassuolo: 2024-25
- Parma: 2023-24
- Frosinone: 2022-23
- Lecce: 2021-22
- Empoli: 2020-21
- Benevento: 2019-20
- Brescia: 2018-19
- SPAL: 2016-17
- Cagliari: 2015-16
- Carpi: 2014-15
- Palermo: 2013-14
- Pescara: 2011-12
- Atalanta: 2010-11
- Bari: 2008-09
- Chievo: 2007-08
- Juventus: 2006-07
- Siena: 2002-03
- Como: 2001-02
- Torino: 2000-01
- Vicenza: 1999-00
- Verona: 1998-99
- Salernitana: 1997-98
- Bologna: 1995-96
- Piacenza: 1994-95
- Fiorentina: 1993-94
- Reggiana: 1992-93
- Foggia: 1990-91
- Genoa: 1988-89
- Pisa: 1986-87
- Ascoli: 1985-86
- Milan: 1982-83
- Udinese: 1978-79
- Perugia: 1974-75
- Varese: 1973-74
- Ternana: 1971-72
- Mantova: 1970-71
- Lazio: 1968-69
- Sampdoria: 1966-67
- Venezia: 1965-66
- Messina: 1962-63
- Triestina: 1957-58
- Catania: 1953-54
- Roma: 1951-52
- Napoli: 1949-50
- Novara: 1947-48 (Girone A)
- Padova: 1947-48 (Girone B)
- Pro Patria: 1946-47 (Girone A)
- Lucchese: 1946-47 (Girone B)
- Modena: 1942-43
- Sampierdarenese: 1940-41
- Livorno: 1936-37
- Casale: 1929-30

#### Squadre campioni d'Italia vincitrici di tornei di Serie B
- Juventus
- Milan
- Genoa
- Bologna
- Torino
- Roma
- Fiorentina
- Lazio
- Napoli
- Cagliari
- Casale
- Sampdoria
- Verona

Le uniche squadre campioni d'Italia a non aver vinto un torneo di Serie B sono  Inter,  Pro Vercelli e  Novese.

### Squadre promosse in Serie A
- 12 volte:  Atalanta,  Brescia
- 11 volte:  Bari
- 10 volte:  Lecce,  Verona
- 9 volte:  Genoa,  Palermo
- 8 volte:  Venezia
- 7 volte:  Cagliari,  Empoli
- 6 volte:  Como,  Cremonese,  Livorno,  Napoli[3],  Pescara,  Pisa,  Torino,  Udinese
- 5 volte:  Ascoli,  Catania,  Cesena,  Foggia ,  Lazio,  Modena,  Vicenza
- 4 volte:  Bologna,  Fiorentina,  Mantova,  Novara,  Padova,  Parma,  Sampdoria,  Varese
- 3 volte:  Catanzaro,  Frosinone, Legnano,  Perugia,  Piacenza,  Reggiana,  Salernitana,   SPAL
- 2 volte:  Alessandria,  Ancona,  Benevento,  Chievo,  Crotone,  Lecco,  Lucchese,  Messina,  Milan,  Pro Patria,  Reggina,  Sampierdarenese,  Sassuolo,  Siena,  Ternana
- 1 volta:  Avellino,  Carpi,  Casale,  Juventus,  Monza,  Pistoiese,  Roma,  Spezia,  Treviso,  Triestina

#### Squadre neopromosse in B subito promosse in Serie A
- 2 volte:  Como,  Lecce,  Modena,  Udinese
- 1 volta:  Bari,  Benevento ,  Bologna,  Brescia,  Cagliari,  Cesena,  Empoli,  Fiorentina,  Frosinone,  Genoa,  Napoli,  Novara,  Parma,  SPAL,  Varese

#### Ultima volta promosso
- Cremonese  Pisa,  Sassuolo: 2024-25
- Como,  Parma,  Venezia: 2023-24
- Cagliari,  Frosinone,  Genoa: 2022-23
- Lecce,  Monza: 2021-22
- Empoli,  Salernitana: 2020-21
- Benevento,  Crotone,  Spezia: 2019-20
- Brescia,  Verona: 2018-19
- SPAL: 2016-17
- Pescara: 2015-16
- Bologna,  Carpi: 2014-15
- Cesena,  Palermo: 2013-14
- Livorno: 2012-13
- Sampdoria,  Torino: 2011-12
- Atalanta,  Novara,  Siena: 2010-11
- Bari: 2008-09
- Chievo: 2007-08
- Juventus,  Napoli: 2006-07
- Catania: 2005-06
- Ascoli, Treviso: 2004-05
- Fiorentina,  Messina: 2003-04
- Ancona: 2002-03
- Modena,  Reggina: 2001-02
- Piacenza: 2000-01
- Vicenza: 1999-00
- Perugia: 1997-98
- Reggiana: 1995-96
- Udinese: 1994-95
- Padova: 1993-94
- Foggia: 1990-91
- Lazio: 1987-88
- Milan: 1982-83
- Pistoiese: 1979-80
- Avellino,  Catanzaro: 1977-78
- Ternana,  Varese: 1973-74
- Mantova: 1970-71
- Lecco: 1965-66
- Triestina: 1957-58
- Alessandria: 1956-57
- Pro Patria: 1953-54
- Legnano: 1952-53
- Roma: 1951-52
- Lucchese: 1946-47 (Girone B)
- Sampierdarenese: 1940-41
- Casale: 1929-30

### Squadre retrocesse in Serie C
- 9 volte:  Reggiana
- 8 volte:  Taranto
- 7 volte:  Catanzaro,  Como,  Cremonese,  Foggia,  Monza,  Prato,  Salernitana,  SPAL
- 6 volte:  Ancona,  Avellino,  Catania,  Modena,  Padova,   Parma,  Pescara,  Ternana,  Vicenza
- 5 volte:  Bari,  Cesena,  Cosenza,  Livorno,  Lucchese,  Novara,  Perugia,  Piacenza,  Pisa,  Triestina
- 4 volte:  Alessandria,  Arezzo,  Cagliari,  Lecco,  Messina,  Pistoiese,  Pro Vercelli,  Reggina,  Spezia,  Treviso,  Varese,  Vigevano
- 3 volte:  Ascoli,  Brescia,  Casale,  Cittadella,  Crotone,  Juve Stabia,  Lecce,  Mantova,  Nocerina,  Palermo,  Pro Patria,  Ravenna,  Rimini,  Sambenedettese,  Seregno,  Siena,  Udinese,  Venezia
- 2 volte:  Biellese,  Bologna,  Brindisi,  Casertana,  Derthona,  Empoli,  Fanfulla,  Fidelis Andria,  Fiumana,  Genoa,  Gubbio,  Legnano,  Pavia,  Savoia,  Savona,  Trapani,  Verona,  Viareggio,  Virtus Entella
- 1 volta:  Acireale,  Alba Trastevere,  AlbinoLeffe,  Alzano Virescit,  Atalanta,  Barletta,  Benevento,  Bolzano,  Campobasso,  Carpi,  Carrarese,  Castel di Sangro,  Cavese,  Centese,  Chievo,  Crema,  Feralpisalò,  Fermana,  Forlì,  Frosinone,  Gallaratese,  Gallipoli,  Grion Pola,  Grosseto,  L’Aquila,  Latina,  Licata,  La Dominante,  Macerata,  Magenta,  Marzotto Valdagno,  Massese,  Matera,  Messina,  Mestrina,  Molinella,  Monfalcone,  Piombino,  Pordenone,  Portogruaro,  Potenza,  Pro Gorizia,  Pro Sesto,  Rieti,  Sanremese,  Scafatese,  Sestrese,  Siracusa,  Sorrento,  Suzzara,  Trani,  Virtus Lanciano,  Vita Nova,  Vogherese

#### Squadre retrocesse in B subito retrocesse in Serie C (o Serie D)
- 2 volte:  Bari,  Como
- 1 volta:  Bologna,  Brescia,  Casale,  Catania,  Catanzaro,  Cremonese,  Crotone,  Empoli,  Foggia,  Lecce,  Lucchese,  Mantova,  Padova,  Perugia,  Pro Patria,  Salernitana,  Siena,  SPAL,  Venezia

#### Squadre neopromosse in B subito retrocesse in Serie C
Dal computo è escluso il campionato 1929-30, in quanto erano tutte debuttanti. In alcuni casi le retrocessioni sono state bloccate, come nella 2002-2003 o ridotte rispetto al numero previsto inizialmente, per ristrutturazione del campionato a causa di questioni extra. Nei campionati 1935-36 e 1966-67 ci sono stati gli unici casi di retrocessioni contemporanee in C delle neopromosse di quelle stagioni. La retrocessione di almeno una neopromossa si è verificata 51 volte su 93, ovvero nel 55% dei casi. Dal 2018-19 al 2021-22 c'è stata una serie aperta di campionati consecutivi con almeno una neopromossa retrocessa al termine del campionato.
- 3 volte:  Avellino,  Cremonese,  Nocerina,  Prato,  Salernitana,  Taranto
- 2 volte:  Alessandria,  Ancona,  Casertana,  Catanzaro,  Como,  Gubbio,  Juve Stabia,  Lecco,   Parma,  Piacenza,  Ravenna,  SPAL
- 1 volta:  Alzano Virescit,  Arezzo,  Bolzano,  Casale,  Catania,  Centese,  Derthona,  Feralpisalò,  Fermana,  Fiumana,  Foggia,  Gallipoli,  Livorno,  Lucchese,  Maceratese,  Magenta,  Massese,  Matera,  Molinella,  Padova,  Palermo,  Pisa,  Pistoiese,  Portogruaro,  Pro Vercelli,  Reggiana,  Savoia,  Savona,  Seregno,  Siena,  Sorrento,  Ternana,  Trapani,  Vigevano,  Vita Nova

### Ultimo posto
- 4 volte:  Catanzaro,  Parma,  Pescara,  Salernitana
- 3 volte:  Cagliari,  Catania,  Lucchese,  Monza
- 2 volte:  Casale,  Cesena,  Como,  Cosenza,  Cremonese,  Foggia,  Genoa,  Juve Stabia,  Lecco,  Modena,  Padova,  Pavia,  Prato,  Reggiana,  Taranto,  Ternana
- 1 volta:  AlbinoLeffe,  Ancona,  Arezzo,  Avellino,  Bari,  Barletta,  Benevento,  Brindisi,  Carpi,  Castel di Sangro,  Centese,  Crotone,  Derthona,  Fermana,  Fiumana,  Frosinone,  Grion Pola,  Grosseto,  Lecce,  Legnano,  La Dominante,  Livorno,  Marzotto Valdagno,  Massese,  Matera,  Messina,  Monfalcone,  Novara,  Piacenza,  Piombino,  Pisa,  Pistoiese,  Pordenone,  Potenza,  Pro Sesto,  Pro Vercelli,  Rimini,  Savoia,  Seregno,  Suzzara,  Trani,  Treviso,  Varese,  Venezia,  Viareggio,  Virtus Entella

## Record di squadra

### Partecipazioni
- Il  Brescia detiene il record di partecipazioni totali (66 stagioni) e consecutive (18 stagioni dal 1947-48 al 1964-65) in Serie B
- Il  Taranto è la squadra con più partecipazioni in Serie B fra quelle che non sono mai state promosse in Serie A (31 stagioni)

### Reti

#### Prolificità
- 95 gol:  SPAL (1949-50)

#### Invulnerabilità
- 13 gol:  Genoa (1988-89)

### Attacchi e difese

#### Miglior attacco
- 7 volte:  Genoa
- 4 volte:  Bari,  Empoli e  Pescara
- 3 volte:  Brescia,  Catania,  Foggia,  Lazio,  Lecce,  Legnano,  Livorno,  Modena,  Udinese,  Venezia e  Vicenza
- 2 volte:  Alessandria,  Ascoli,  Atalanta,  Benevento,  Cagliari,  Lucchese,  Padova,  Palermo,  Perugia,  Salernitana,  Sassuolo,  SPAL
- 1 volta:   Bologna,  Casale,  Chievo,  Como,  Cremonese,  Fiorentina,  Frosinone,  Grosseto,  Juventus,  L’Aquila,  Marzotto Valdagno,  Messina,  Milan,  Monza,  Novara,  Parma,  Pisa,  Pistoiese,  Potenza,  Reggiana,  Roma,  Sampdoria,  Siena,  Spezia,  Torino,  Triestina,  Varese,  Verona e  Vigevano

#### Miglior difesa
- 5 volte:  Atalanta,  Como e  Palermo
- 4 volte:  Bari,  Catania,  Cremonese,  Genoa,  Napoli,  Novara e  Torino
- 3 volte:  Brescia,  Mantova,  Monza,  Lecce,  Parma,  Venezia,  Verona e  Vicenza
- 2 volte:  Bologna,  Catanzaro,  Cesena,  Fiorentina,  Livorno,  Modena,  Reggiana,  Sampdoria,  SPAL,  Spezia e  Varese
- 1 volta:  Ancona,  Benevento,  Cagliari,  Carpi,  Foggia, Frosinone,  Lecco,  Messina,  Padova,  Perugia,  Piacenza,  Pro Patria,  Salernitana,  Sambenedettese,  Sampierdarenese,  Siena,  Ternana e  Triestina

#### Peggior attacco
- 6 volte:  Cosenza e  Monza
- 5 volte:  Messina e  Taranto
- 3 volte:  Catania,  Como,  Lucchese,  Marzotto Valdagno,  Modena,  Parma,  Pescara,  Salernitana,  Ternana e  Verona
- 2 volte:  Alessandria,  Arezzo,  Brindisi,  Catanzaro,  Cesena,  Foggia,  Perugia,  Rimini e  Venezia
- 1 volta:  Ancona,  Ascoli,  Avellino,  Bari,  Brescia,  Carpi,  Casale,  Castel di Sangro,  Cavese,  Centese,  Cremonese,  Cittadella,  Derthona,  Empoli,  Fermana,  Fiumana,  Gallaratese,  Gubbio,  Juve Stabia,  Lecce,  La Dominante,  Lecco,  Livorno,  Macerata,  Magenta,  Massese,  Matera,  Padova,  Piacenza,  Pisa,  Pistoiese,  Pordenone,  Pro Patria,  Pro Sesto,  Pro Vercelli,  Reggina,  Savoia,  Savona,  Siena,  Treviso,  Triestina e  Viareggio

#### Peggior difesa
- 5 volte:  Parma
- 4 volte:  Lucchese,  Pescara e  Salernitana
- 3 volte:  Avellino,  Cagliari,  Catanzaro,  Cremonese,  Modena,  Palermo e  Reggiana
- 2 volte:  Ancona,  Brescia,  Casale,  Catania,  Como,  Cosenza,  Grosseto,  Juve Stabia,  Lecco,  Livorno,  Messina,  Monza,  Piacenza,  Taranto,  Ternana e  Varese
- 1 volta:  Alba Trastevere,  AlbinoLeffe,  Alessandria,  Arezzo,  Ascoli,  Barletta,  Carpi,  Carrarese,  Casertana,  Castel di Sangro,  Cesena,  Crotone,  Derthona,  Fermana,  Grion Pola,  Gubbio,  Lecce,  La Dominante,  Legnano,  Macerata,  Marzotto Valdagno,  Nocerina,  Novara,  Padova,  Pavia,  Potenza,  Pordenone,  Pro Patria,  Pro Sesto,  Pro Vercelli,  Ravenna,  Savona,  SPAL,  Südtirol,  Suzzara,  Trapani,  Verona,  Viareggio,  Vigevano e  Virtus Entella

### Cannonieri

#### Numero di capocannonieri per squadra
- 7 volte:  Brescia
- 6 volte:  Palermo
- 4 volte:  Como,  Genoa,  Livorno,  Modena e  Spezia
- 3 volte:  Catania,  Lazio,  Lecce,  Novara,  Pescara,  Varese e  Vicenza
- 2 volte:  Alessandria,  Ascoli,  Bari,  Catanzaro,  Empoli,  Fanfulla,  Foggia,  Legnano,  Lucchese,  Parma,  Salernitana,  SPAL,  Torino e  Verona
- 1 volta:  Ancona,  Arezzo,  Atalanta,  Avellino,  Bologna,  Cagliari,  Casale,  Cesena,  Cittadella,  Crotone,  Gallaratese,  Juventus,  Lecco,  Mantova,  Marzotto Valdagno,  Messina,  Milan,  Monza,  Padova,  Piacenza,  Prato,  Reggiana,  Reggina,  Sampdoria,  Sassuolo,  Seregno,  Trapani,  Udinese e  Venezia

#### Doppiette (due giocatori in testa alla classifica cannonieri)
- 1969-70:  Varese (Ariedo Braida e Roberto Bettega: 13 gol)
- 2017-18:  Empoli (Francesco Caputo e Alfredo Donnarumma: 26 e 23 gol)
- 2021-22:  Lecce (Massimo Coda e Gabriel Strefezza: 20 e 14 gol)

## Record di giocatori
- Giocatore più giovane:  Antonino Rizzo, 15 anni e 23 giorni (prima presenza: 4 ottobre 2003,  Fiorentina)[4]
- Giocatore più anziano:  Andrea Pierobon, 45 anni e 307 giorni (ultima presenza: 22 maggio 2015,  Cittadella)[5]
- Marcatore più anziano:  Valerio Di Cesare, 41 anni e 0 giorni (ultima rete: 23 maggio 2024,  Bari)[6]

## Record di allenatori
In grassetto gli allenatori ancora in attività.

### Promozioni
Sono conteggiati solo gli allenatori in carica alla fine del Campionato.
7 volte
- Luigi Simoni:  Genoa 1975-76, 1980-81,  Brescia 1979-80,  Pisa 1984-85, 1986-87,  Cremonese 1992-93 e  Ancona 2002-03

5 volte
- Eugenio Fascetti:  Lecce 1984-85,  Lazio 1987-88,  Torino 1989-90,  Verona 1990-91 e  Bari 1996-97
- Emiliano Mondonico:  Cremonese 1983-84,  Atalanta 1987-88, 1994-95,  Torino 1998-99 e  Fiorentina 2003-04
- Nedo Sonetti:  Atalanta 1983-84,  Udinese 1988-89,  Ascoli 1990-91,  Lecce 1998-99 e  Brescia 1999-2000

4 volte
- Bruno Bolchi:  Bari 1984-85,  Cesena 1986-87,  Lecce 1992-93 e  Reggina 1998-99
- Giovanni Galeone:  Pescara 1986-87, 1991-92,  Udinese 1994-95,  Perugia 1995-96
- Giuseppe Iachini:  Chievo 2007-08,  Brescia 2009-10,  Sampdoria 2011-12 e  Palermo 2013-14
- Walter Novellino:  Venezia 1997-98,  Napoli 1999-2000,  Piacenza 2000-01 e  Sampdoria 2002-03
- Edoardo Reja:  Brescia 1996-97,  Vicenza 1999-2000,  Cagliari 2003-04 e  Napoli 2006-07

3 volte
- Ilario Castagner:  Perugia 1974-75, 1997-98 e  Milan 1982-83
- Francesco Guidolin:  Vicenza 1994-95,  Palermo 2003-04 e  Parma 2008-09
- Giuseppe Marchioro:  Como 1974-75, 1979-80 e  Reggiana 1992-93
- Aldo Olivieri:  Lucchese 1946-47,  Udinese 1948-49 e  Triestina 1957-58
- Angelo Piccioli:  Verona 1956-57,  Lecco 1959-60 e 1966-67
- Héctor Puricelli:  Legnano 1950-51, 1952-53 e  Varese 1963-64
- Claudio Ranieri:  Cagliari 1989-90, 2022-23 e  Fiorentina 1993-94
- Carlo Rigotti:  Pro Patria 1946-47,  Novara 1947-48 e  Palermo 1955-56
- Delio Rossi:  Salernitana 1997-98,  Lecce 2002-03 e  Bologna 2014-15
- Arturo Silvestri:  Cagliari 1963-64,  Brescia 1968-69 e  Genoa 1972-73
- Gian Piero Ventura:  Lecce 1996-97,  Cagliari 1997-98 e  Torino 2011-12
- Giovanni Stroppa:  Crotone 2019-20,  Monza 2021-22 e  Cremonese 2024-25

## Record di risultati

### Partite con più gol
Dall'inizio della Serie B a girone unico nel 1929, la partita con più gol (12) è stata  Brescia- Anconitana del campionato 1950-51, terminata 12-0.
Quattro sono state le partite con undici gol:
- 1931-32:  GC Vigevanesi- Parma 9-2
- 1941-42:  Pro Patria- Reggiana 11-0
- 1955-56:  Messina- Cagliari 7-4
- 1990-91:  Reggiana- Cosenza 7-4

Sono 16, invece, le partite con dieci gol:
- 1929-30:  Casale- Reggiana 8-2 e  Novara- Reggiana 9-1
- 1931-32:  Atalanta- Cagliari 6-4
- 1933-34:  Catanzarese- Cagliari 10-0
- 1934-35:  Viareggio- Derthona 9-1
- 1936-37:  Palermo- Viareggio 8-2
- 1937-38:  Palermo- Pisa 7-3
- 1942-43:  Padova- Alessandria 7-3
- 1946-47:  Pro Patria- Vogherese 10-0
- 1948-49:  Salernitana- Pescara 8-2
- 1949-50:  SPAL- Arsenaltaranto 8-2
- 1950-51:  Legnano- Treviso 8-2 e  Legnano- Verona 6-4
- 1951-52:  Modena- Siracusa 8-2
- 1957-58:  Monza- Modena 3-7
- 1987-88:  Triestina- Taranto 4-6

### Altri risultati
- Vittoria in casa con maggiore scarto di gol (12):  Brescia- Anconitana 12-0 (1950-51)
- Vittoria in trasferta con maggiore scarto di gol (7):  Reggiana- Roma 0-7 (1951-52)
- Pareggi con più gol (8):  Vigevanesi- Serenissima Venezia 4-4 (1931-32),  Messina- Pisa 4-4 (1934-35),  Pisa- SPAL 4-4 (1935-36),  Pisa- Atalanta 4-4 (1939-40),  Lecco- Viareggio 4-4 (1946-47 Girone A),  Sestrese- Savona 4-4 (1946-47 Girone A),  Novara- Cagliari 4-4 (1958-59),  Ascoli- Brescia 4-4 (1993-94),  Ancona- Treviso 4-4 (1997-98),  Cosenza- Sampdoria 4-4 (2000-01),  Cittadella- Salernitana 4-4 (2001-02),  Piacenza- Genoa 4-4 (2003-04),  Cittadella- Piacenza 4-4 (2008-09),  Brescia- Spezia 4-4 (2018-19),  Livorno- Virtus Entella 4-4 (2019-20),  Vicenza- Pisa 4-4 (2020-21),  Ternana- Frosinone 4-4 (2021-22)

## Massimi e minimi

### Girone unico a 13 squadre
- Campionati disputati: 2 (Serie B 1933-34 (Girone Ovest) e Serie B 1933-34 (Girone Est)
- Massimo numero di reti segnate: 457 (1933-34 Girone Est)
- Media di reti segnate per partita: 2,929 (1933-34 Girone Est)
- Media di reti segnate per giornata: 17,576 (1933-34 Girone Est)
- Minimo numero di reti segnate: 431 (1933-34 Girone Ovest)
- Media di reti segnate per partita: 2,76 (1933-34 Girone Ovest)
- Media di reti segnate per giornata: 16,576 (1933-34 Girone Ovest)
- Massimo numero di vittorie: 117 (1933-34 Girone Ovest e 1933-34 Girone Est)
- Media di vittorie per giornata: 4,5 (1933-34 Girone Ovest e 1933-34 Girone Est)
- Massimo numero di pareggi: 39 (1933-34 Girone Ovest e 1933-34 Girone Est)
- Media di pareggi per giornata: 1,5 (1933-34 Girone Ovest e 1933-34 Girone Est)
- Massimo numero di reti segnate in una giornata: 28 (25ª giornata 1933-34 Girone Est)
- Media di reti segnate per partita: 4,66 (25ª giornata 1933-34 Girone Est)
- Minimo numero di reti segnate in una giornata: 10 (7ª giornata 1933-34 Girone Ovest e 21ª giornata 1933-34 Girone Est)
- Media di reti segnate per partita: 1,66 (7ª giornata 1933-34 Girone Ovest e 21ª giornata 1933-34 Girone Est)
- Massimo punteggio in classifica: 36 ( Sampierdarenese 1933-34 Girone Ovest)
- Maggior vantaggio sulla seconda classificata: 3 ( Sampierdarenese 1933-34 Girone Ovest)
- Minor punteggio in classifica: 9 ( Derthona 1933-34 Girone Ovest)
- Maggior numero di vittorie complessive: 16 ( Sampierdarenese 1933-34 Girone Ovest)
- Maggior numero di pareggi complessivi: 11 ( Spezia 1933-34 Girone Ovest)
- Minor numero di sconfitte complessive: 3 ( Vigevanesi 1933-34 Girone Ovest)
- Minor numero di vittorie complessive: 2 ( Derthona 1933-34 Girone Ovest)
- Minor numero di pareggi complessivi: 2 ( Novara 1933-34 Girone Ovest)
- Maggior numero di sconfitte complessive: 17 ( Derthona 1933-34 Girone Ovest)
- Maggior numero di reti segnate: 53 ( Novara 1933-34 Girone Ovest)
- Media di reti segnate per partita: 2,208 ( Novara 1933-34 Girone Ovest)
- Minor numero di reti subite: 16 ( Sampierdarenese 1933-34 Girone Ovest)
- Media di reti subite per partita: 0,66 ( Sampierdarenese 1933-34 Girone Ovest)
- Minor numero di reti segnate: 17 ( Derthona 1933-34 Girone Ovest)
- Media di reti segnate per partita: 0,708 ( Derthona 1933-34 Girone Ovest)
- Maggior numero di reti subite: 61 ( Cagliari 1933-34 Girone Ovest)
- Media di reti subite per partita: 2,54 ( Cagliari 1933-34 Girone Ovest)
- Miglior quoziente reti: 2,50 ( Sampierdarenese 1933-34 Girone Ovest)
- Peggior quoziente reti: 0,346 ( Derthona 1933-34 Girone Ovest)
- Miglior differenza reti: +25 ( Modena 1933-34 Girone Est)
- Peggior differenza reti: -39 ( Cagliari 1933-34 Girone Ovest)
- Partita con più gol (10):  Catanzarese- Cagliari 10-0 (1933-34 Girone Ovest)
- Vittoria in casa più rilevante:  Catanzarese- Cagliari 10-0 (1933-34 Girone Ovest)
- Vittoria in trasferta più rilevante:  Seregno- Pro Patria 0-5 (1933-34 Girone Ovest)
- Pareggi con più gol (4):  Vigevanesi- Seregno 2-2 (1933-34 Girone Ovest),  Catanzarese- Viareggio 2-2 (1933-34 Girone Ovest),  Spezia- Pro Patria 2-2 (1933-34 Girone Ovest),  Catanzarese- Legnano 2-2 (1933-34 Girone Ovest),  Catanzarese- Vigevanesi 2-2 (1933-34 Girone Ovest),  Modena- Atalanta 2-2 (1933-34 Girone Est),  Verona- SPAL 2-2 (1933-34 Girone Est),  Foggia- Perugia 2-2 (1933-34 Girone Est),  SPAL- Modena 2-2 (1933-34 Girone Est),  Pistoiese- Verona 2-2 (1933-34 Girone Est),  SPAL- Grion Pola 2-2 (1933-34 Girone Est),  Pistoiese- Atalanta 2-2 (1933-34 Girone Est)

### Girone unico a 16 squadre
- Campionati disputati: 3 (Serie B 1934-35 (Girone Ovest), Serie B 1934-35 (Girone Est) e Serie B 1936-37)
- Massimo numero di reti segnate: 641 (1934-35 Girone Ovest)
- Media di reti segnate per partita: 2,67 (1934-35 Girone Ovest)
- Media di reti segnate per giornata: 21,36 (1934-35 Girone Ovest)
- Minimo numero di reti segnate: 566 (1934-35 Girone Est)
- Media di reti segnate per partita: 2,358 (1934-35 Girone Est)
- Media di reti segnate per giornata: 18,86 (1934-35 Girone Est)
- Massimo numero di vittorie: 174 (1934-35 Girone Ovest)
- Media di vittorie per giornata: 5,8 (1934-35 Girone Ovest)
- Massimo numero di pareggi: 75 (1936-37)
- Media di pareggi per giornata: 2,5 (1936-37)
- Massimo numero di reti segnate in una giornata: 35 (9ª giornata 1934-35 Girone Est)
- Media di reti segnate per partita: 4,375 (9ª giornata 1934-35 Girone Est)
- Minimo numero di reti segnate in una giornata: 7 (9ª giornata 1936-37)
- Media di reti segnate per partita: 0,875 (9ª giornata 1936-37)
- Massimo punteggio in classifica: 42 ( Genoa 1934-35 Girone Ovest e  Livorno 1936-37)
- Maggior vantaggio sulla seconda classificata: 3 ( Genoa 1934-35 Girone Ovest e  Livorno 1936-37)
- Minor punteggio in classifica: 14 (-1) ( Viareggio 1936-37)
- Maggior numero di vittorie complessive: 18 ( Genoa 1934-35 Girone Ovest)
- Maggior numero di pareggi complessivi: 14 ( Spezia 1936-37)
- Minor numero di sconfitte complessive: 5 ( Genoa 1934-35 Girone Ovest,  Bari 1934-35 Girone Est,  Livorno 1936-37 e  Atalanta 1936-37)
- Minor numero di vittorie complessive: 3 ( Derthona 1934-35 Girone Ovest)
- Minor numero di pareggi complessivi: 2 ( Modena 1934-35 Girone Est)
- Maggior numero di sconfitte complessive: 20 ( Viareggio 1936-37)
- Maggior numero di reti segnate: 67 ( Vigevanese 1934-35 Girone Ovest)
- Media di reti segnate per partita: 2,23 ( Vigevanese 1934-35 Girone Ovest)
- Minor numero di reti subite: 20 ( Livorno 1936-37)
- Media di reti subite per partita: 0,66 ( Livorno 1936-37)
- Minor numero di reti segnate: 21 ( Viareggio 1936-37)
- Media di reti segnate per partita: 0,7 ( Viareggio 1936-37)
- Maggior numero di reti subite: 74 ( Derthona 1934-35 Girone Ovest)
- Media di reti subite per partita: 2,46 ( Derthona 1934-35 Girone Ovest)
- Miglior quoziente reti: 3,30 ( Livorno 1936-37)
- Peggior quoziente reti: 0,31 ( Derthona 1934-35 Girone Ovest)
- Miglior differenza reti: +46 ( Livorno 1936-37)
- Peggior differenza reti: -51 ( Derthona 1934-35 Girone Ovest)
- Partite con più gol (10):  Viareggio- Derthona 9-1 (1934-35 Girone Ovest) e  Palermo- Viareggio 8-2 (1936-37)
- Vittorie in casa più rilevanti:  Viareggio- Derthona 9-1 (1934-35 Girone Ovest) e  Pisa- Derthona 8-0 (1934-35 Girone Ovest)
- Vittorie in trasferta più rilevanti:  Atalanta- Cremonese 1-5 (1934-35 Girone Est),  Comense- SPAL 0-4 (1934-35 Girone Est),  L’Aquila- Livorno 1-5 (1936-37),  Modena- Livorno 1-5 (1936-37) e  Messina- Spezia 0-4 (1936-37)
- Pareggio con più gol (8):  Messina- Pisa 4-4 (1934-35 Girone Ovest)

### Girone unico a 17 squadre
- Campionati disputati: 2 (Serie B 1937-38 e Serie B 1946-47 (Girone C)
- Massimo numero di reti segnate: 724 (1937-38)
- Media di reti segnate per partita: 2,66 (1937-38)
- Media di reti segnate per giornata: 21,29 (1937-38)
- Minimo numero di reti segnate: 699 (1946-47 Girone C)
- Media di reti segnate per partita: 2,569 (1946-47 Girone C)
- Media di reti segnate per giornata: 20,558 (1946-47 Girone C)
- Massimo numero di vittorie: 207 (1937-38)
- Media di vittorie per giornata: 6,08 (1937-38)
- Massimo numero di pareggi: 66 (1946-47 Girone C)
- Media di pareggi per giornata: 1,94 (1946-47 Girone C)
- Massimo numero di reti segnate in una giornata: 33 (17ª e 32ª giornata 1937-38)
- Media di reti segnate per partita: 4,125 (17ª e 32ª giornata 1937-38)
- Minimo numero di reti segnate in una giornata: 10 (23ª giornata 1946-47 Girone C)
- Media di reti segnate per partita: 1,25 (23ª giornata 1946-47 Girone C)
- Massimo punteggio in classifica: 44 ( Salernitana 1946-47 Girone C)
- Maggior vantaggio sulla seconda classificata: 3 ( Salernitana 1946-47 Girone C)
- Minor punteggio in classifica: 14 (-1) ( Messina 1937-38)
- Maggior numero di vittorie complessive: 18 ( Modena 1937-38,  Alessandria 1937-38,  Padova 1937-38 e  Ternana 1946-47 Girone C)
- Maggior numero di pareggi complessivi: 15 ( Cosenza 1946-47 Girone C)
- Minor numero di sconfitte complessive: 4 ( Salernitana 1946-47 Girone C)
- Minor numero di vittorie complessive: 4 ( Messina 1937-38)
- Minor numero di pareggi complessivi: 4 ( Padova 1937-38 e  Catanzaro 1946-47 Girone C)
- Maggior numero di sconfitte complessive: 21 ( Messina 1937-38)
- Maggior numero di reti segnate: 62 ( Alessandria 1937-38)
- Media di reti segnate per partita: 1,937 ( Alessandria 1937-38)
- Minor numero di reti subite: 23 ( Novara 1937-38 e  Salernitana 1946-47 Girone C)
- Media di reti subite per partita: 0,718 ( Novara 1937-38 e  Salernitana 1946-47 Girone C)
- Minor numero di reti segnate: 24 ( Taranto 1937-38)
- Media di reti segnate per partita: 0,75 ( Taranto 1937-38)
- Maggior numero di reti subite: 75 ( Messina 1937-38)
- Media di reti subite per partita: 2,34 ( Messina 1937-38)
- Miglior quoziente reti: 2,565 ( Salernitana 1946-47 Girone C)
- Peggior quoziente reti: 0,36 ( Messina 1937-38)
- Miglior differenza reti: +36 ( Salernitana 1946-47 Girone C)
- Peggior differenza reti: -48 ( Messina 1937-38)
- Partita con più gol (10):  Palermo- Pisa 7-3 (1937-38)
- Vittoria in casa più rilevante:  Pro Vercelli- Pisa 9-0 (1937-38)
- Vittoria in trasferta più rilevante:  Taranto- Alessandria 0-4 (1937-38)
- Pareggi con più gol (6):  Venezia- Pisa 3-3 (1937-38) e  Brindisi- Arsenale Taranto 3-3 (1946-47 Girone C)

### Girone unico a 18 squadre
- Campionati disputati: 19 (Serie B 1929-30, Serie B 1930-31, Serie B 1931-32, Serie B 1932-33, Serie B 1935-36, Serie B 1938-39, Serie B 1939-40, Serie B 1940-41, Serie B 1941-42, Serie B 1942-43, Serie B 1947-48 (Girone A), Serie B 1947-48 (Girone B), Serie B 1947-48 (Girone C), Serie B 1952-53, Serie B 1953-54, Serie B 1954-55, Serie B 1955-56, Serie B 1956-57 e Serie B 1957-58)
- Massimo numero di reti segnate: 930 (1939-40)
- Media di reti segnate per partita: 3,039 (1939-40)
- Media di reti segnate per giornata: 27,35 (1939-40)
- Minimo numero di reti segnate: 654 (1953-54)
- Media di reti segnate per partita: 2,137 (1953-54)
- Media di reti segnate per giornata: 19,23 (1953-54)
- Massimo numero di vittorie: 249 (1929-30)
- Media di vittorie per giornata: 7,32 (1929-30)
- Massimo numero di pareggi: 103 (1953-54)
- Media di pareggi per giornata: 3,029 (1953-54)
- Massimo numero di reti segnate in una giornata: 42 (5ª giornata 1932-33)
- Media di reti segnate per partita: 4,66 (5ª giornata 1932-33)
- Minimo numero di reti segnate in una giornata: 8 (31ª giornata 1953-54)
- Media di reti segnate per partita: 0,88 (31ª giornata 1953-54)
- Massimo punteggio in classifica: 51 ( Livorno 1932-33 e  Padova 1947-48 Girone B)
- Maggior vantaggio sulla seconda classificata: 8 ( Vicenza 1954-55)
- Minor punteggio in classifica: 2 (-18) ( Lucchese 1952-53); 9 ( Parma 1931-32 e  Casale 1938-39)
- Maggior numero di vittorie complessive: 23 ( Brescia 1932-33)
- Maggior numero di pareggi complessivi: 17 ( Parma 1954-55)
- Minor numero di sconfitte complessive: 3 ( Livorno 1932-33)
- Minor numero di vittorie complessive: 2 ( Casale 1938-39)
- Minor numero di pareggi complessivi: 1 ( Catania 1935-36 e  Siena 1942-43)
- Maggior numero di sconfitte complessive: 28 ( Parma 1931-32)
- Maggior numero di reti segnate: 85 ( Casale 1929-30)
- Media di reti segnate per partita: 2,5 ( Casale 1929-30)
- Minor numero di reti subite: 18 ( Vicenza 1941-42)
- Media di reti subite per partita: 0,529 ( Vicenza 1941-42)
- Minor numero di reti segnate: 12 ( Casale 1938-39)
- Media di reti segnate per partita: 0,352 ( Casale 1938-39)
- Maggior numero di reti subite: 104 ( Lucchese 1941-42)
- Media di reti subite per partita: 3,058 ( Lucchese 1941-42)
- Miglior quoziente reti: 3,222 ( Vicenza 1941-42)
- Peggior quoziente reti: 0,136 ( Casale 1938-39)
- Miglior differenza reti: +53 ( Padova 1931-32)
- Peggior differenza reti: -80 ( Lucchese 1941-42)
- Partite con più gol (11):  Vigevanesi- Parma 9-2 (1931-32),  Pro Patria- Reggiana 11-0 (1941-42) e  Messina- Cagliari 7-4 (1955-56)
- Vittoria in casa più rilevante:  Pro Patria- Reggiana 11-0 (1941-42)
- Vittorie in trasferta più rilevanti:  Parma- Padova 1-7 (1931-32),  Padova- Brescia 0-6 (1939-40) e  Prato- Brescia 0-6 (1941-42)
- Pareggi con più gol (8):  Vigevanesi- Serenissima Venezia 4-4 (1931-32),  Pisa- SPAL 4-4 (1935-36) e  Pisa- Atalanta 4-4 (1939-40)

### Girone unico a 19 squadre
- Campionati disputati: 1 (Serie B 2018-19)
- Massimo numero di reti segnate: 887 (2018-19)
- Media di reti segnate per partita: 2,59 (2018-19)
- Media di reti segnate per giornata: 23,34 (2018-19)
- Minimo numero di reti segnate:
- Massimo numero di vittorie: 230 (2018-19)
- Media di vittorie per giornata: 6,05 (2018-19)
- Massimo numero di pareggi: 112 (2018-19)
- Media di pareggi per giornata: 2,95 (2018-19)
- Massimo numero di reti segnate in una giornata: 33 (12ª giornata 2018-19)
- Media di reti segnate per partita: 3,67 (12ª giornata 2018-19)
- Minimo numero di reti segnate in una giornata: 14 (13ª e 20ª giornata 2018-19)
- Media di reti segnate per partita: 1,56 (13ª e 20ª giornata 2018-19)
- Massimo punteggio in classifica: 67 ( Brescia 2018-19)
- Maggior vantaggio sulla seconda classificata: 1 ( Brescia 2018-19)
- Minor punteggio in classifica: 29 ( Carpi 2018-19)
- Maggior numero di punti conquistati in casa : 43 ( Lecce 2018-19, 13 vittorie e 4 pareggi)
- Maggior numero di punti conquistati in trasferta : 30 ( Palermo 2018-19, 8 vittorie e 6 pareggi)
- Minor numero di punti conquistati in casa : 15 ( Carpi 2018-19, 3 vittorie e 6 pareggi)
- Minor numero di punti conquistati in trasferta : 11 ( Foggia e  Salernitana 2018-19, 2 vittorie e 5 pareggi)
- Maggior numero di vittorie complessive: 19 ( Lecce 2018-19)
- Maggior numero di pareggi complessivi: 16 ( Padova 2018-19)
- Minor numero di sconfitte complessive: 5 ( Brescia e  Palermo 2018-19)
- Minor numero di vittorie complessive: 5 ( Padova 2018-19)
- Minor numero di pareggi complessivi: 8 ( Carpi,  Perugia e  Salernitana 2018-19)
- Maggior numero di sconfitte complessive: 21 ( Carpi 2018-19)
- Maggior numero di vittorie in casa: 13 ( Brescia e  Lecce 2018-19)
- Minor numero di vittorie in casa: 3 ( Carpi e  Padova 2018-19)
- Maggior numero di pareggi in casa: 10 ( Padova 2018-19)
- Maggior numero di sconfitte in casa: 9 ( Carpi 2018-19)
- Maggior numero di vittorie in trasferta: 8 ( Palermo 2018-19)
- Maggior numero di pareggi in trasferta: 10 ( Brescia e  Cittadella 2018-19)
- Maggior numero di sconfitte in trasferta: 12 ( Carpi 2018-19)
- Minor numero di sconfitte in trasferta: 3 ( Brescia 2018-19)
- Maggior numero di reti segnate: 69 ( Brescia 2018-19)
- Media di reti segnate per partita: 1,92 ( Brescia 2018-19)
- Minor numero di reti subite: 33 ( Cremonese 2018-19)
- Media di reti subite per partita: 0,92 ( Cremonese 2018-19)
- Minor numero di reti segnate: 34 ( Cosenza 2018-19)
- Media di reti segnate per partita: 0,94 ( Cosenza 2018-19)
- Maggior numero di reti subite: 67 ( Carpi 2018-19)
- Media di reti subite per partita: 1,86 ( Carpi 2018-19)
- Maggior numero di reti segnate in casa: 39 ( Brescia 2018-19)
- Minor numero di reti segnate in casa: 14 ( Padova 2018-19)
- Maggior numero di reti subite in casa: 30 ( Carpi 2018-19)
- Minor numero di reti subite in casa: 6 ( Cremonese 2018-19)
- Maggior numero di reti segnate in trasferta: 30 ( Brescia 2018-19)
- Minor numero di reti segnate in trasferta: 11 ( Cittadella 2018-19)
- Maggior numero di reti subite in trasferta: 37 ( Carpi 2018-19)
- Minor numero di reti subite in trasferta: 18 ( Cittadella 2018-19)
- Miglior quoziente reti: 1,64 ( Brescia 2018-19)
- Peggior quoziente reti: 0,58 ( Carpi 2018-19)
- Miglior differenza reti: +27 ( Brescia 2018-19)
- Peggior differenza reti: -28 ( Carpi 2018-19)
- Partite con più gol (8):  Brescia -  Spezia 4-4 (2018-19)
- Vittoria in casa più rilevante:  Lecce -  Ascoli 7-0 (2018-19)
- Vittoria in trasferta più rilevante:  Pescara -  Brescia 1-5 (2018-19)
- Pareggio con più gol (8):  Brescia -  Spezia 4-4 (2018-19)

### Girone unico a 20 squadre
- Campionati disputati: 51 (Serie B 1951-52, Serie B 1958-59, Serie B 1959-60, Serie B 1960-61, Serie B 1961-62, Serie B 1962-63, Serie B 1963-64, Serie B 1964-65, Serie B 1965-66, Serie B 1966-67, Serie B 1968-69, Serie B 1969-70, Serie B 1970-71, Serie B 1971-72, Serie B 1972-73, Serie B 1973-74, Serie B 1974-75, Serie B 1975-76, Serie B 1976-77, Serie B 1977-78, Serie B 1978-79, Serie B 1979-80, Serie B 1980-81, Serie B 1981-82, Serie B 1982-83, Serie B 1983-84, Serie B 1984-85, Serie B 1985-86, Serie B 1986-87, Serie B 1987-88, Serie B 1988-89, Serie B 1989-90, Serie B 1990-91, Serie B 1991-92, Serie B 1992-93, Serie B 1993-94, Serie B 1994-95, Serie B 1995-96, Serie B 1996-97, Serie B 1997-98, Serie B 1998-99, Serie B 1999-2000, Serie B 2000-01, Serie B 2001-02, Serie B 2002-03, Serie B 2019-20, Serie B 2020-21, Serie B 2021-22, Serie B 2022-23, Serie B 2023-24, Serie B 2024-25)
- Massimo numero di reti segnate: 958 (2023-24)
- Media di reti segnate per partita: 2,521 (2023-24)
- Media di reti segnate per giornata: 25,21 (2023-24)
- Minimo numero di reti segnate: 581 (1969-70)
- Media di reti segnate per partita: 1,528 (1969-70)
- Media di reti segnate per giornata: 15,289 (1969-70)
- Massimo numero di vittorie: 278 (2019-20)
- Media di vittorie per giornata: 7,31 (2019-20)
- Massimo numero di pareggi: 176 (1969-70)
- Media di pareggi per giornata: 4,63 (1969-70)
- Massimo numero di reti segnate in una giornata: 46 (38ª giornata 1999-2000)
- Media di reti segnate per partita: 4,6 (38ª giornata:1999-2000)
- Minimo numero di reti segnate in una giornata: 4 (9ª giornata:1973-74)
- Media di reti segnate per partita: 0,4 (9ª giornata:1973-74)
- Massimo punteggio in classifica: 61 ( Ascoli 1977-78); 86* ( Benevento 2019-20)
- Maggior vantaggio sulla seconda classificata: 17 ( Ascoli 1977-78); 18* ( Benevento 2019-20)
- Minor punteggio in classifica: 17 ( Pescara 1981-82); 18* ( Pordenone 2021-22)
- Maggior numero di vittorie complessive: 26 ( Ascoli 1977-78 e  Benevento 2019-20)
- Maggior numero di pareggi complessivi: 26 ( Perugia 1984-85)
- Minor numero di sconfitte complessive: 1 ( Perugia 1984-85)
- Minor numero di vittorie complessive: 3 ( Rimini 1978-79,  Catanzaro 1989-90,  Cremonese 1998-99,  Pescara 2000-01 e  Pordenone 2021-22)
- Minor numero di pareggi complessivi: 4 ( Monza 2000-01,  Reggina 2022-23)
- Maggior numero di sconfitte complessive: 27 ( Livorno 2019-20)
- Maggior numero di vittorie consecutive: 8 ( Cremonese 1992-93 (tra la 2ª e la 9ª giornata),  Verona 1998-99 (tra la 6ª e la 13ª giornata) e  Torino 2000-01 (tra la 14ª e la 21ª giornata)
- Maggior numero di reti segnate: 78 (Sassuolo 2024-25)
- Media di reti segnate per partita: 2,026 ( Milan 1982-83)
- Minor numero di reti subite: 13 ( Genoa 1988-89)
- Media di reti subite per partita: 0,34 ( Genoa 1988-89)
- Minor numero di reti segnate: 12 ( Bari 1973-74)
- Media di reti segnate per partita: 0,315 ( Bari 1973-74)
- Maggior numero di reti subite: 81 ( Stabia 1951-52)
- Media di reti subite per partita: 2,13 ( Stabia 1951-52)
- Miglior quoziente reti: 2,789 ( Fiorentina 1993-94)
- Peggior quoziente reti: 0,35 ( Pescara 1981-82)
- Miglior differenza reti: +43 ( Ascoli 1977-78)
- Peggior differenza reti: -46 ( Stabia 1951-52)
- Partita con più gol (11):  Reggiana- Cosenza 7-4 (1990-91)
- Vittoria in casa più rilevante:  Brescia- Novara 8-0 (1960-61)
- Vittoria in trasferta più rilevante:  Reggiana- Roma 0-7 (1951-52)
- Pareggi con più gol (8):  Novara- Cagliari 4-4 (1958-59),  Ascoli- Brescia 4-4 (1993-94),  Ancona- Treviso 4-4 (1997-98),  Cosenza- Sampdoria 4-4 (2000-01),  Cittadella- Salernitana 4-4 (2001-02),  Livorno- Virtus Entella 4-4 (2019-20),  Vicenza- Pisa 4-4 (2020-21),  Ternana- Frosinone 4-4 (2021-22)

* Dalla stagione 1994-95 vengono assegnati 3 punti per la vittoria

### Girone unico a 21 squadre
- Campionati disputati: 3 (Serie B 1946-47 (Girone B), Serie B 1950-51 e Serie B 1967-68)
- Massimo numero di reti segnate: 1224 (1950-51)
- Media di reti segnate per partita: 2,914 (1950-51)
- Media di reti segnate per giornata: 29,14 (1950-51)
- Minimo numero di reti segnate: 767 (1967-68)
- Media di reti segnate per partita: 1,826 (1967-68)
- Media di reti segnate per giornata: 18,26 (1967-68)
- Massimo numero di vittorie: 327 (1950-51)
- Media di vittorie per giornata: 7,78 (1950-51)
- Massimo numero di pareggi: 166 (1967-68)
- Media di pareggi per giornata: 3,95 (1967-68)
- Massimo numero di reti segnate in una giornata: 47 (42ª giornata 1950-51)
- Media di reti segnate per partita: 4,7 (42ª giornata 1950-51)
- Minimo numero di reti segnate in una giornata: 9 (28ª e 32ª giornata 1967-68)
- Media di reti segnate per partita: 0,9 (28ª e 32ª giornata 1967-68)
- Massimo punteggio in classifica: 58 ( SPAL 1950-51)
- Maggior vantaggio sulla seconda classificata: 5 ( Lucchese 1946-47 Girone B)
- Minor punteggio in classifica: 17 ( Anconitana 1950-51)
- Maggior numero di vittorie complessive: 25 ( SPAL 1950-51)
- Maggior numero di pareggi complessivi: 22 ( Lecco 1967-68)
- Minor numero di sconfitte complessive: 6 ( Palermo 1967-68)
- Minor numero di vittorie complessive: 4 ( Anconitana 1950-51 e  Potenza 1967-68)
- Minor numero di pareggi complessivi: 5 ( Brescia 1950-51)
- Maggior numero di sconfitte complessive: 27 ( Anconitana 1950-51)
- Maggior numero di reti segnate: 89 ( Legnano 1950-51)
- Media di reti segnate per partita: 2,225 ( Legnano 1950-51)
- Minor numero di reti subite: 23 ( Palermo 1967-68)
- Media di reti subite per partita: 0,575 ( Palermo 1967-68)
- Minor numero di reti segnate: 21 ( Messina 1967-68)
- Media di reti segnate per partita: 0,525 ( Messina 1967-68)
- Maggior numero di reti subite: 95 ( Anconitana 1950-51)
- Media di reti subite per partita: 2,375 ( Anconitana 1950-51)
- Miglior quoziente reti: 2,00 ( SPAL 1950-51)
- Peggior quoziente reti: 0,336 ( Anconitana 1950-51)
- Miglior differenza reti: +42 ( Legnano 1950-51)
- Peggior differenza reti: -63 ( Anconitana 1950-51)
- Partita con più gol (12):  Brescia- Anconitana 12-0 (1950-51)
- Vittoria in casa più rilevante:  Brescia- Anconitana 12-0 (1950-51)
- Vittorie in trasferta più rilevanti:  Anconitana- Lucchese 0-4 (1946-47 Girone B),  Pro Gorizia- Udinese 0-4 (1946-47 Girone B),  Salernitana- Brescia 0-4 (1950-51) e  Cremonese- Modena 0-4 (1950-51)
- Pareggi con più gol (6):  Pisa- Suzzara 3-3 (1946-47 Girone B),  Forlì- SPAL 3-3 (1946-47 Girone B),  Forlì- Cremonese 3-3 (1946-47 Girone B),  Siena- Padova 3-3 (1946-47 Girone B),  Modena- Catania 3-3 (1950-51),  Salernitana- Fanfulla 3-3 (1950-51),  Cremonese- Venezia 3-3 (1950-51),  Modena- Treviso 3-3 (1950-51) e  Palermo- Monza 3-3 (1967-68)

### Girone unico a 22 squadre
- Campionati disputati: 17 (Serie B 1946-47 (Girone A), Serie B 1948-49, Serie B 1949-50, Serie B 2004-05, Serie B 2005-06, Serie B 2006-07, Serie B 2007-08, Serie B 2008-09, Serie B 2009-10, Serie B 2010-11, Serie B 2011-12, Serie B 2012-13, Serie B 2013-14, Serie B 2014-15, Serie B 2015-16, Serie B 2016-17 e Serie B 2017-18)
- Massimo numero di reti segnate: 1431 (1949-50)
- Media di reti segnate per partita: 3,097 (1949-50)
- Media di reti segnate per giornata: 34,07 (1949-50)
- Minimo numero di reti segnate: 1021 (2016-17)
- Media di reti segnate per partita: 2,21 (2016-17)
- Media di reti segnate per giornata: 24,31 (2016-17)
- Massimo numero di vittorie: 376 (1949-50)
- Media di vittorie per giornata: 8,95 (1949-50)
- Massimo numero di pareggi: 162 (2016-17)
- Media di pareggi per giornata: 3,85 (2016-17)
- Massimo numero di reti segnate in una giornata: 59 (41ª giornata 1946-47 Girone A)
- Media di reti segnate per partita: 5,36 (41ª giornata 1946-47 Girone A)
- Minimo numero di reti segnate in una giornata: 11 (4ª giornata 2007-08)
- Media di reti segnate per partita: 1 (4ª giornata 2007-08)
- Massimo punteggio in classifica: 61 ( Napoli 1949-50); 85* (−9) ( Juventus 2006-07); 86* ( Palermo 2013-14)
- Miglior media punti: 2,77 ( Napoli 1949-50)
- Maggior vantaggio sulla seconda classificata: 8 ( Como 1948-49); 6* (-9) ( Juventus 2006-07); 14* ( Palermo 2013-14)
- Minor punteggio in classifica: 13 ( Pro Sesto 1949-50); 17* (−6) ( Salernitana 2009-10); 19* ( Juve Stabia 2013-14)
- Maggior numero di punti ottenuti nel girone d'andata: 48* ( Sassuolo 2012-13); 39* (−9) ( Juventus 2006-07)
- Maggior numero di vittorie complessive: 28 ( Juventus 2006-07)
- Maggior numero di vittorie esterne: 13 ( Palermo 2013-14)
- Maggior numero di pareggi complessivi: 21 ( Virtus Lanciano 2012-13,  Latina 2016-17,  Pisa 2016-17 e  Cremonese 2017-18)
- Minor numero di sconfitte complessive: 4 ( Genoa 2004-05,  Juventus 2006-07 e  Parma 2008-09)
- Minor numero di vittorie complessive: 2 ( Juve Stabia 2013-14)
- Minor numero di pareggi complessivi: 1 ( Pro Sesto 1949-50)
- Maggior numero di sconfitte complessive: 35 ( Pro Sesto 1949-50)
- Maggior numero di vittorie consecutive: 8 ( Juventus 2006-07 (tra la 2ª e la 9ª giornata),  Verona 2011-12 (tra la 12ª e la 19ª giornata) e  Trapani 2015-16 (tra la 31ª e la 38ª giornata)
- Maggior numero di vittorie casalinghe consecutive: 12 ( Verona 2011-12 tra la 13ª e la 35ª giornata)
- Maggior numero di vittorie esterne consecutive: 8 ( Palermo 2013-14 tra la 28ª e la 41ª giornata)
- Maggior numero di reti segnate: 95 ( SPAL 1949-50)
- Media di reti segnate per partita: 2,26 ( SPAL 1949-50)
- Minor numero di reti subite: 28 ( Torino 2011-12,  Palermo 2013-14 e  Carpi 2014-15)
- Media di reti subite per partita: 0,66 ( Torino 2011-12,  Palermo 2013-14 e  Carpi 2014-15)
- Minor numero di reti segnate: 23 ( Pisa 2016-17)
- Media di reti segnate per partita: 0,547 ( Pisa 2016-17)
- Maggior numero di reti subite: 119 ( Pro Sesto 1949-50)
- Media di reti subite per partita: 2,83 ( Pro Sesto 1949-50)
- Miglior quoziente reti: 2,766 ( Juventus 2006-07)
- Peggior quoziente reti: 0,29 ( Pro Sesto 1949-50)
- Miglior differenza reti: +53 ( Juventus 2006-07)
- Peggior differenza reti: -84 ( Pro Sesto 1949-50)
- Partite con più gol (10):  Pro Patria- Vogherese 10-0 (1946-47 Girone A),  Salernitana- Pescara 8-2 (1948-49) e  SPAL- Arsenaltaranto 8-2 (1949-50)
- Vittoria in casa più rilevante:  Pro Patria- Vogherese 10-0 (1946-47 Girone A)
- Vittorie in trasferta più rilevanti:  Padova- Pescara 0-6 (2011-12) e  Spezia- Novara 0-6 (2012-13)
- Pareggi con più gol (8):  Lecco- Viareggio 4-4 (1946-47 Girone A),  Sestrese- Savona 4-4 (1946-47 Girone A) e  Cittadella- Piacenza 4-4 (2008-09)

* Dalla stagione 1994-95 vengono assegnati 3 punti per la vittoria

### Girone unico a 24 squadre
- Campionati disputati: 1 (Serie B 2003-04)
- Massimo numero di reti segnate: 1287 (2003-04)
- Media di reti segnate per partita: 2,33 (2003-04)
- Media di reti segnate per giornata: 27,97 (2003-04)
- Minimo numero di reti segnate:
- Massimo numero di vittorie: 358 (2003-04)
- Media di vittorie per giornata: 7,78 (2003-04)
- Massimo numero di pareggi: 194 (2003-04)
- Media di pareggi per giornata: 4,217 (2003-04)
- Massimo numero di reti segnate in una giornata: 41 (45ª giornata 2003-04)
- Media di reti segnate per partita: 3,416 (45ª giornata 2003-04)
- Minimo numero di reti segnate in una giornata: 17 (35ª giornata 2003-04)
- Media di reti segnate per partita: 1,416 (35ª giornata 2003-04)
- Massimo punteggio in classifica: 83 ( Palermo e  Cagliari 2003-04)
- Maggior vantaggio sulla seconda (terza) classificata: 4 ( Palermo e  Cagliari 2003-04)
- Minor punteggio in classifica: 33 ( Como 2003-04)
- Maggior numero di vittorie complessive: 23 ( Cagliari 2003-04)
- Maggior numero di pareggi complessivi: 26 ( Napoli 2003-04)
- Minor numero di sconfitte complessive: 7 ( Palermo,  Livorno e  Atalanta 2003-04)
- Minor numero di vittorie complessive: 7 ( Como 2003-04)
- Minor numero di pareggi complessivi: 11 ( Bari 2003-04)
- Maggior numero di sconfitte complessive: 27 ( Como 2003-04)
- Maggior numero di vittorie consecutive: 7 ( Cagliari 2003-04 (dalla 36ª alla 42ª giornata)
- Maggior numero di vittorie in casa: 17 ( Palermo 2003-04)
- Minor numero di vittorie in casa: 4 ( Como 2003-04)
- Maggior numero di pareggi in casa: 15 ( Napoli 2003-04)
- Maggior numero di sconfitte in casa: 13 ( Como 2003-04)
- Maggior numero di vittorie in trasferta: 8 ( Atalanta e  Cagliari 2003-04)
- Maggior numero di pareggi in trasferta: 13 ( Palermo 2003-04)
- Maggior numero di sconfitte in trasferta: 16 ( Pescara 2003-04)
- Minor numero di sconfitte in trasferta: 5 ( Atalanta e  Palermo 2003-04)
- Maggior numero di reti segnate: 80 ( Cagliari 2003-04)
- Media di reti segnate per partita: 1,739 ( Cagliari 2003-04)
- Minor numero di reti subite: 36 ( Atalanta 2003-04)
- Media di reti subite per partita: 0,78 ( Atalanta 2003-04)
- Minor numero di reti segnate: 34 ( Como 2003-04)
- Media di reti segnate per partita: 0,739 ( Como 2003-04)
- Maggior numero di reti subite: 71 ( Como 2003-04)
- Media di reti subite per partita: 1,54 ( Como 2003-04)
- Maggior numero di reti segnate in casa: 50 ( Palermo 2003-04)
- Minor numero di reti segnate in casa: 20 ( Como e  Napoli 2003-04)
- Maggior numero di reti subite in casa: 42  Como 2003-04)
- Minor numero di reti subite in casa: 12 ( Livorno 2003-04)
- Maggior numero di reti segnate in trasferta: 35 ( Livorno 2003-04)
- Minor numero di reti segnate in trasferta: 13 ( Venezia 2003-04)
- Maggior numero di reti subite in trasferta: 47 ( Pescara 2003-04)
- Minor numero di reti subite in trasferta: 20 ( Atalanta 2003-04)
- Miglior quoziente reti: 1,92 ( Palermo 2003-04)
- Peggior quoziente reti: 0,478 ( Como 2003-04)
- Miglior differenza reti: +36 ( Palermo 2003-04)
- Peggior differenza reti: -37 ( Como 2003-04)
- Partite con più gol (8):  Piacenza- Genoa 4-4 (2003-04) e  Como- Livorno 3-5 (2003-04)
- Vittoria in casa più rilevante:  Avellino- Verona 6-0 (2003-04)
- Vittoria in trasferta più rilevante:  AlbinoLeffe- Atalanta 0-4 (2003-04)
- Pareggio con più gol (8):  Piacenza- Genoa 4-4 (2003-04)